# Niebezpieczna
Niebiezpieczna (hiszp. Peligrosa) – wenezuelska telenowela z 1994 roku.

## Fabuła
Luis Fernando poznaje piękną Elisę – dziewczynę pochodzącą z ubogiej dzielnicy, która zarabia na życie jako kieszonkowiec. Początkowo chce ją tylko wykorzystać, by wywrzeć zemstę na swoim koledze. Z czasem zakochuje się w niej. Para nie może się jednak pobrać, gdyż Luis jest zaręczony z Clementyną, w dodatku jego rodzina uznałaby takie małżeństwo za mezalians. Przez jakiś czas Luis waha się między Clementyną i Elizą, gdyż obie kobiety na swój sposób kocha. W końcu żeni się z tą pierwszą, czego jednak później żałuje.
Drugim wątkiem serialu są losy Jessiki Lares (tak naprawdę Silvii Martinez) pięknej i zmysłowej kobiety, która w rzeczywistości jest seryjną morderczynią. Po śmierci prawdziwej Jessiki Silvia przejęła jej tożsamość. 
Trzecim wątkiem jest historia księdza, brata Luisa, który w odróżnieniu od niego jest osobą odpowiedzialną i stara się godnie wykonywać obowiązki kapłana. Nie jest to łatwe zadanie, gdyż ksiądz, jako przystojny mężczyzna, spotyka na swojej drodze wiele pięknych kobiet, które usiłują sprowadzić go na złą drogę. Jedną z zakochanych w nim kobiet jest Jessica, która zrobi wszystko, by go zdobyć.

## Obsada
- Víctor Cámara - Luis Fernando Amengual
- Rosalinda Serfaty - Elisa Camacho
- Emma Rabbe - Clementina Villegas
- Elizabeth Morales - Silvia Martínez / Jessica Lárez
- Juan Carlos Vivas - Jesús Amengual
- Elluz Peraza - Ana
- Carlos Olivier - Arturo Ramírez

## Wersja polska
W Polsce telenowela była emitowana w paśmie wspólnym TVP Regionalnej w 1996 roku. Opracowaniem i udźwiękowieniem zajęła się Telewizja Polska SA oddział w Poznaniu. Autorem tekstu był Cezary Długosz. Lektorem serialu był Sławomir Bajer